# DDR-Skimeisterschaften 1985
Die Wettkämpfe der 37. DDR-Skimeisterschaften fanden vom 31. Januar bis zum 3. Februar 1985 im sächsischen Oberwiesenthal statt. Dabei wurden neun Wettkämpfe, sieben Einzel- und zwei Staffelentscheidungen, im Skilanglauf, der Nordischen Kombination und im Skispringen ausgetragen. Durch die Absage des Kombinationssprunglaufs konzentrierte sich das Geschehen statt auf vier am Ende nur auf drei Tage. Wenige Tage vorher war erst die Nordische Ski-WM im österreichischen Seefeld beendet worden. Dort hatte die DDR-Mannschaft eine Gold- und zwei Bronzemedaillen erkämpfen können. Die Langstreckenmeisterschaften über 20 km der Frauen und 50 km der Männer im sächsischen Carlsfeld am 17. März 1985 rundeten die Titelkämpfe ab.

## Langlauf

### Männer

#### 15 km
Nach dem für ihn enttäuschenden vierten Platz über 30 km sicherte sich Karsten Brandt zum dritten Mal hintereinander den Meistertitel über 15 km. Der Oberhofer Junioren-Weltmeister holte mit Silber seine erste Medaille bei den Senioren.
Datum: Sonnabend, 2. Februar 1985
| Platz | Sportler       | Mannschaft                | Zeit (h) |
| ----- | -------------- | ------------------------- | -------- |
| 1     | Karsten Brandt | SC Dynamo Klingenthal     | 44:48,6  |
| 2     | Holger Bauroth | ASK Vorwärts Oberhof      | 45:24,0  |
| 3     | Uwe Bellmann   | SC Traktor Oberwiesenthal | 45:28,2  |
| 4     | Schicker       | SC Dynamo Klingenthal     | 45:46,1  |
| 5     | Glaß           | SC Dynamo Klingenthal     | 46:38,6  |
| 6     | Uwe Leipold    | SC Motor Zella-Mehlis     | 45:54,9  |

#### 30 km
Bei starkem Nebel und einem sehr kleinen Starterfeld von nur acht Läufern gab es einen unerwarteten Außenseitersieg. Der 22-jährige Oberwiesenthaler Andreas Rollinger erlief seinen ersten DDR-Meistertitel bei den Senioren. Er verwies seinen Klubkamerad Uwe Bellmann, der vier Tage zuvor noch die 50 km in Seefeld absolviert hatte, mit über 50 Sekunden Vorsprung auf den Silberrang. Vorjahresmeister Karsten Brandt wurde Vierter.
Datum: Donnerstag, 31. Januar 1985
| Platz | Sportler          | Mannschaft                | Zeit (h)  |
| ----- | ----------------- | ------------------------- | --------- |
| 1     | Andreas Rollinger | SC Traktor Oberwiesenthal | 1:22:00,3 |
| 2     | Uwe Bellmann      | SC Traktor Oberwiesenthal | 1:22:52,1 |
| 3     | Uwe Leipold       | SC Motor Zella-Mehlis     | 1:23:48,8 |
| 4     | Karsten Brandt    | SC Dynamo Klingenthal     | 1:24:13,2 |
| 5     | Schicker          | SC Dynamo Klingenthal     | 1:24:50,7 |
| 6     | Flechsig          | SC Dynamo Klingenthal     | 1:26:35,8 |

#### 50 km
Den Langstreckentitel sicherte sich wie auch bereits über 30 km der Oberwiesenthaler Andreas Rollinger. Bei Temperaturen um die Null Grad hatte er am Ende über 4 Minuten Vorsprung auf den zweitplatzierten Uwe Leipold aus Zella-Mehlis.
Datum: Sonntag, 17. März 1985
| Platz | Sportler          | Mannschaft                | Zeit (h) |
| ----- | ----------------- | ------------------------- | -------- |
| 1     | Andreas Rollinger | SC Traktor Oberwiesenthal | 2:26:37  |
| 2     | Uwe Leipold       | SC Motor Zella-Mehlis     | 2:30:55  |
| 3     | Karsten Brandt    | SC Dynamo Klingenthal     | 2:30:56  |
| 4     | Glass             | SC Dynamo Klingenthal     | 2:31:42  |
| 5     | Schröder          | SC Dynamo Klingenthal     | 2:31:43  |
| 6     | Schicker          | SC Dynamo Klingenthal     | 2:34:42  |

#### 3 × 10-km-Staffel
Die Staffelentscheidung endete mit einem Oberwiesenthaler Doppelsieg. Nur knapp 25 Sekunden hinter den Senioren kam schon die Juniorenstaffel des SC Traktor ins Ziel. Die Staffel aus Klingenthal musste sich ihr im Zielsprint geschlagen geben.
Datum: Sonntag, 3. Februar 1985
| Platz | Mannschaft                           | Sportler                                    | Zeit (h)  |
| ----- | ------------------------------------ | ------------------------------------------- | --------- |
| 1     | SC Traktor Oberwiesenthal            | H. Rollinger Andreas Rollinger Uwe Bellmann | 1:31:14,9 |
| 2     | SC Traktor Oberwiesenthal / Junioren | Jens Lautner Steinert Helbig                | 1:31:39,6 |
| 3     | SC Dynamo Klingenthal                | Flechsig Lischke Schröder                   | 1:31:52,4 |

### Frauen

#### 5 km
Ihren ersten Meistertitel bei den Senioren konnte die erst 17-jährige Zella-Mehliserin Antje Misersky feiern. Das Mitglied der Bronzestaffel von Seefeld lief auf nur 5 km Strecke 40 Sekunden Vorsprung heraus. Simone Opitz mit Platz drei rundete das hervorragende für den SC Motor ab.
Datum: Sonnabend, 2. Februar 1985
| Platz | Sportler         | Mannschaft                | Zeit (h) |
| ----- | ---------------- | ------------------------- | -------- |
| 1     | Antje Misersky   | SC Motor Zella-Mehlis     | 16:10,1  |
| 2     | Gaby Nestler     | SC Traktor Oberwiesenthal | 16:50,9  |
| 3     | Simone Opitz     | SC Motor Zella-Mehlis     | 17:06,6  |
| 4     | Ute Noack        | SC Traktor Oberwiesenthal | 17:11,2  |
| 5     | Carola Anding    | ASK Vorwärts Oberhof      | 17:26,8  |
| 6     | Manuela Drescher | SC Motor Zella-Mehlis     | 17:28,3  |

#### 10 km
Vorjahresmeisterin Ute Noack konnte ihren Titel verteidigen. Die Oberwiesenthalerin war die einzige, die als Mitglied der Bronzestaffel von Seefeld um den Titel mitlief. Insgesamt gingen nur 10 Läuferinnen an den Start.
Datum: Donnerstag, 31. Januar 1985
| Platz | Sportler         | Mannschaft                | Zeit (h) |
| ----- | ---------------- | ------------------------- | -------- |
| 1     | Ute Noack        | SC Traktor Oberwiesenthal | 30:15,36 |
| 2     | Simone Opitz     | SC Motor Zella-Mehlis     | 30:44,19 |
| 3     | Annette Malter   | SC Motor Zella-Mehlis     | 30:59,83 |
| 4     | Susann Kuhfittig | SC Motor Zella-Mehlis     | 31:16,32 |
| 5     | Carola Anding    | ASK Vorwärts Oberhof      | 31:21,28 |
| 6     | Will             | SC Motor Zella-Mehlis     | 32:02,26 |

#### 20 km
Über die Langstrecke konnte etwas überraschend die Klingenthalerin Heike Reime den starken Läuferinnen aus Zella-Mehlis, die die Plätze zwei bis fünf belegten, die Stirn bieten. Erstmals machte die erst 17-jährige Simone Greiner-Petter mit Platz vier auf sich aufmerksam.
Datum: Sonntag, 17. März 1985
| Platz | Sportler              | Mannschaft                | Zeit (h) |
| ----- | --------------------- | ------------------------- | -------- |
| 1     | Heike Reime           | SC Dynamo Klingenthal     | 1:03:45  |
| 2     | Susann Kuhfittig      | SC Motor Zella-Mehlis     | 1:04:09  |
| 3     | Annette Malter        | SC Motor Zella-Mehlis     | 1:04:11  |
| 4     | Simone Greiner-Petter | SC Motor Zella-Mehlis     | 1:04:39  |
| 5     | Manuela Drescher      | SC Motor Zella-Mehlis     | 1:05:20  |
| 6     | Sylke Meyer           | SC Traktor Oberwiesenthal | 1:06:20  |

#### 3 × 5-km-Staffel
Der SC Motor Zella-Mehlis konnte in der Staffelentscheidung Gold und Bronze bejubeln. Dabei gewann die erste Staffel mit 2 WM-Teilnehmerinnen das Rennen mit fast anderthalb Minuten Vorsprung.
Datum: Sonntag, 3. Februar 1985
| Platz | Mannschaft                | Sportler                                     | Zeit (h) |
| ----- | ------------------------- | -------------------------------------------- | -------- |
| 1     | SC Motor Zella-Mehlis     | Manuela Drescher Simone Opitz Antje Misersky | 53:05,5  |
| 2     | SC Traktor Oberwiesenthal | Göhler Gaby Nestler Ute Noack                | 54:33,3  |
| 3     | SC Motor Zella-Mehlis II  | Will Annette Malter Susann Kuhfittig         | 54:41,4  |

## Nordische Kombination
Der Sprunglauf auf der Oberwiesenthaler Schanze wurde zunächst wegen Regens und starken Windes vom Freitag auf den Sonnabend verlegt. Nach dem absolvierten Sprunglauf lag der WM-Vierte Heiko Hunger, der mit Abstand beste Springer im Feld, mit drei Sprüngen jenseits der 90 m weit vorn. Dabei hatte er mit 97,5 m auch einen neuen Schanzenrekord aufgestellt. Dies bedeutete vor dem erstmals nach der Gundersen-Methode ausgetragenen 15-km-Lauf einen Vorsprung von sage und schreibe 6:21 min vor seinem Klubkameraden Uwe Dotzauer. So konnte sich Hunger auch die schlechteste Laufzeit unter den 8 Athleten leisten, ohne seinen Spitzenplatz einzubüßen. Dem Zweitplatzierten Dotzauer gelang es aber, fast fünfeinhalb Minuten aufzuholen, so dass er am Ende nur 53 Sekunden hinter Hunger ins Ziel kam.
Datum: Sprunglauf Sonnabend, 2. Februar 1985; 15 km Sonnabend, 2. Februar 1985
| Platz | Sportler     | Mannschaft            | Punkte  |
| ----- | ------------ | --------------------- | ------- |
| 1     | Heiko Hunger | SC Dynamo Klingenthal | 398,68  |
| 2     | Uwe Dotzauer | SC Dynamo Klingenthal | 390,80  |
| 3     | Beetz        | ASK Vorwärts Oberhof  | 378,81  |
| 4     | Hopf         | SC Motor Zella-Mehlis | 353,175 |
| 5     | Warg         | SC Motor Zella-Mehlis | 345,925 |
| 6     | Memm         | SC Motor Zella-Mehlis | 335,635 |

## Skispringen

### Normalschanze
Bei der letzten Entscheidung der Titelkämpfe konnte der SC Traktor Oberwiesenthal einen Doppelerfolg vor heimischer Kulisse feiern. Dabei hatte zunächst der Klingenthaler Klaus Ostwald nach dem ersten Durchgang geführt. Der zweite Durchgang war dann an Dramatik nicht zu überbieten. Am Ende trennten Platz eins und drei nur 0,6 Punkte. Meister wurde Ulf Findeisen mit der Winzigkeit von 0,1 Punkten Vorsprung vor seinem Klubkamerad Jens Weißflog. Titelverteidiger Manfred Deckert kam nur auf den vierten Platz.
Datum: Sonntag, 3. Februar 1985
| Platz | Sportler          | Mannschaft                | Punkte |
| ----- | ----------------- | ------------------------- | ------ |
| 1     | Ulf Findeisen     | SC Traktor Oberwiesenthal | 198,2  |
| 2     | Jens Weißflog     | SC Traktor Oberwiesenthal | 198,1  |
| 3     | Klaus Ostwald     | SC Dynamo Klingenthal     | 197,6  |
| 4     | Manfred Deckert   | SC Dynamo Klingenthal     | 189,9  |
| 5     | Stefan Stannarius | SC Motor Zella-Mehlis     | 184,6  |
| 6     | Frank Sauerbrey   | ASK Vorwärts Oberhof      | 184,5  |

### Großschanze
Bei dem auf der Großen Aschbergschanze in Klingenthal ausgetragenen Springen konnte der frischgebackene Weltmeister Jens Weißflog mit einer überlegenen Leistung den Meistertitel erringen. War er schon im ersten Durchgang als einziger über Hundert Meter geflogen, so erzielte er im zweiten Durchgang mit 107,5 m einen neuen Schanzenrekord. Das drückte sich am Ende in einem Vorsprung von fast 30 Punkten vor dem zweitplatzierten Klaus Ostwald aus.
Datum: Sonnabend, 2. Februar 1985
| Platz | Sportler          | Mannschaft                | Punkte |
| ----- | ----------------- | ------------------------- | ------ |
| 1     | Jens Weißflog     | SC Traktor Oberwiesenthal | 236,3  |
| 2     | Klaus Ostwald     | SC Dynamo Klingenthal     | 207,1  |
| 3     | Ulf Findeisen     | SC Traktor Oberwiesenthal | 198,2  |
| 4     | Stefan Stannarius | SC Motor Zella-Mehlis     | 184,5  |
| 5     | Manfred Deckert   | SC Dynamo Klingenthal     | 177,6  |
| 6     | Frank Sauerbrey   | ASK Vorwärts Oberhof      | 177,3  |

## Medaillenspiegel
Die überragende Mannschaft war am Ende der SC Oberwiesenthal mit sechs von elf Meistertiteln. Dem SC Zella-Mehlis fehlte zum Schluss eine Goldmedaille, um Platz 2 der Mannschaftswertung zu belegen. Enttäuschend war mit nur einer Medaille das Abschneiden des ASK Vorwärts Oberhof.
| Medaillenspiegel (nach allen 11 Wettbewerben) | Medaillenspiegel (nach allen 11 Wettbewerben) | Medaillenspiegel (nach allen 11 Wettbewerben) | Medaillenspiegel (nach allen 11 Wettbewerben) | Medaillenspiegel (nach allen 11 Wettbewerben) | Medaillenspiegel (nach allen 11 Wettbewerben) |
| Platz                                         | Mannschaft                                    | Gold                                          | Silber                                        | Bronze                                        | Gesamt                                        |
| --------------------------------------------- | --------------------------------------------- | --------------------------------------------- | --------------------------------------------- | --------------------------------------------- | --------------------------------------------- |
| 1                                             | SC Traktor Oberwiesenthal                     | 6                                             | 5                                             | 2                                             | 13                                            |
| 2                                             | SC Dynamo Klingenthal                         | 3                                             | 2                                             | 3                                             | 8                                             |
| 3                                             | SC Motor Zella-Mehlis                         | 2                                             | 3                                             | 6                                             | 11                                            |
| 4                                             | ASK Oberhof                                   | 0                                             | 1                                             | 0                                             | 1                                             |